# Xã Munson, Quận Geauga, Ohio
Xã Munson (tiếng Anh: Munson Township) là một xã thuộc quận Geauga, tiểu bang Ohio, Hoa Kỳ. Năm 2010, dân số của xã này là 6.621 người.